# Profeta pensatiu
El Profeta pensatiu és una escultura de Donatello de les fornícules de la tercera ordre del campanar, que data de 1415-1418. El marbre blanc és de mida 193 x 64 x 44 cm i està conservat al Museu dell'Opera del Duomo (Florència).

## Història
L'estàtua va ser la primera des del costat dret de la torre est, cap a la cúpula de [Brunelleschi], que encara no s'havia construït. Les altres tres estàtues d'aquest costat són el Profeta imberbe, també de Donatello (1416-1418), el Profeta barbut de Nanni di Bartolo (1408) i el Sacrifici d'Isaac de Donatello i Nanni di Bartolo (1421).
Les estàtues de les fornícules van ser traslladades al museu el 1937 i substituïdes per unes còpies les de l'exterior. Ennegrides pel pas del temps, algunes com el Profeta pensatiu encara no ha estat restaurada.

## Descripció
El tema de l'estàtua no ha estat clarament identificat per la manca d'atributs iconogràfics, per la qual cosa és anomenat pel nom convencional de Profeta pensatiu, a causa del gest que realitza amb un dit de la mà situada a la galta. L'estàtua es caracteritza per un gran realisme i una profunda intensitat a l'expressió del rostre, amb un sentit de l'energia retinguda com les millors obres de Donatello. El cap té una fesomia penetrant que no té res de convencional i recorda al Sant Marc d'Orsanmichele, de pocs anys abans. L'efecte de la grandesa i la dignitat està donat per la calma i gestos de fort clarobscur als plecs de les vestidures.
La figura mirava cap avall des de la seva ubicació inicial de diversos metres d'alçada, amb el tors lleugerament inclinat cap endavant.